# Mercik Peak
Der Mercik Peak ist ein markanter und 1425 m hoher Berg in der antarktischen Ross Dependency. Er ragt 11 km nordöstlich des Mount Wells in den Prince Olav Mountains auf.
Das Advisory Committee on Antarctic Names benannte ihn 1966 nach James E. Mercik, Polarlichtwissenschaftler des United States Antarctic Research Program auf der Amundsen-Scott-Südpolstation im Winter 1965.